# Орцва
Орцва (груз. ორცვა) — село в Грузії.
За даними перепису населення 2014 року в селі проживає 232 особи.